# 合川珉和
合川 珉和（あいかわ みんわ、生没年不詳）とは、江戸時代の京都の浮世絵師。

## 来歴
岸駒の門人かといわれる。姓は合川、名は秀成。珉和、雪山、合川亭、子陳と号す。作画期は文化から文政の頃にかけてで、読本、滑稽本、狂歌本、絵手本、教訓書など版本の挿絵を数多く手がけている。

## 作品
- 『物草太郎』　※読本、文化4年（1807年）刊行。西洲散人作
- 『ありま筆』　※滑稽本、文化8年（1811年）刊行。年々房来里作
- 『光琳画式』　※絵手本、文化15年（1818年）刊行
- 『扁額軌範』　※二編、文政4年（1821年）序。速水春暁斎編、珉和・北川春成縮図